# 189848 Eivissa
189848 Eivissa é um asteroide do cinturão principal que orbitam entre Marte e Júpiter. Ele possui uma magnitude absoluta de 16,4.

## Descoberta
189848 Eivissa foi descoberto no dia 23 de março de 2003 através do Observatório Astronômico de Maiorca.

## Características orbitais
A órbita de 189848 Eivissa tem uma excentricidade de 0,2283116 e possui um semieixo maior de 2,6256472 UA. O seu periélio leva o mesmo a uma distância de 2,0261815 UA em relação ao Sol e seu afélio a 3,2251129 UA.